# Karel Hynek Mácha

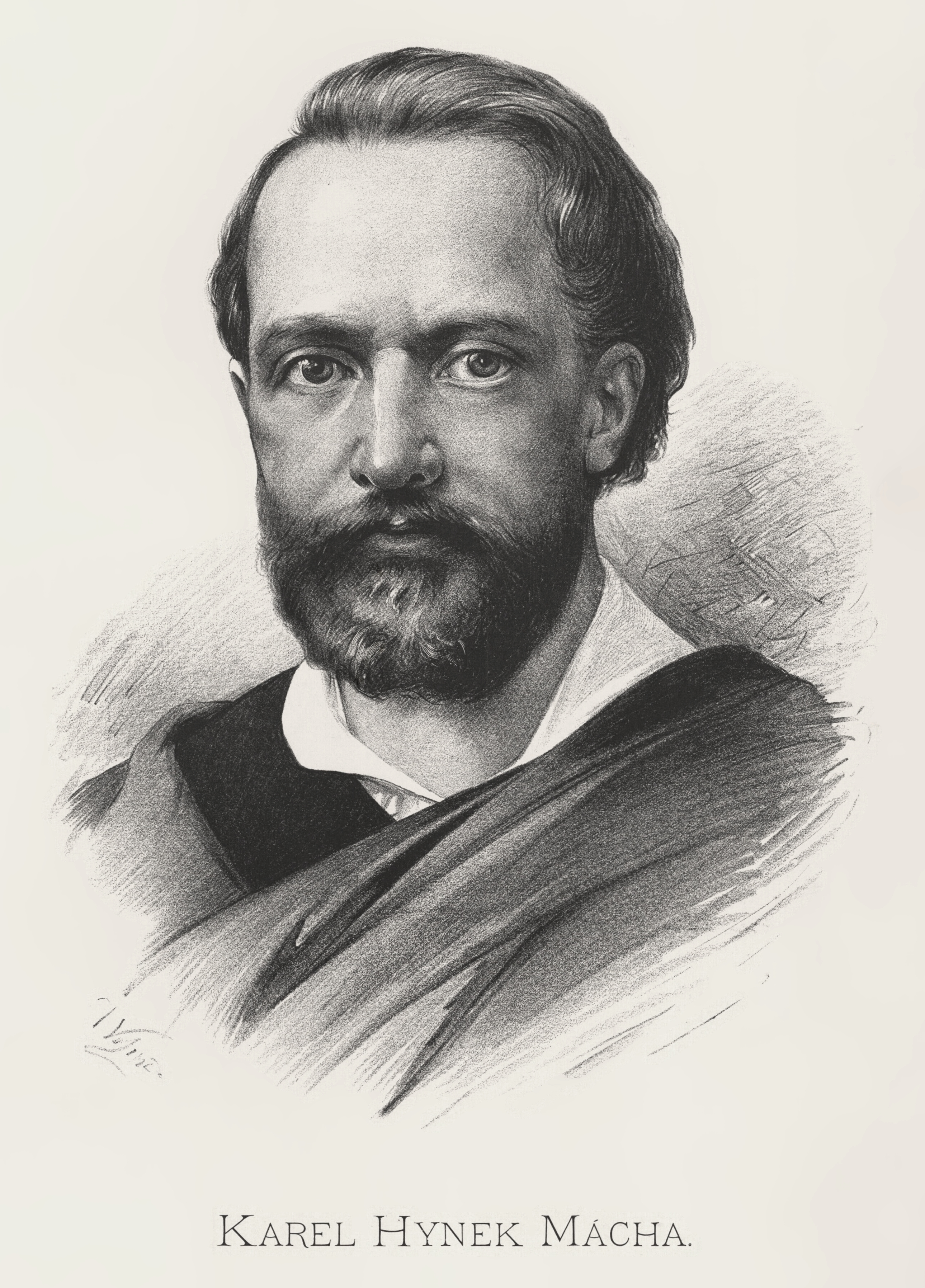
Jan Vilímek: Karel Hynek Mácha (nachempfunden)

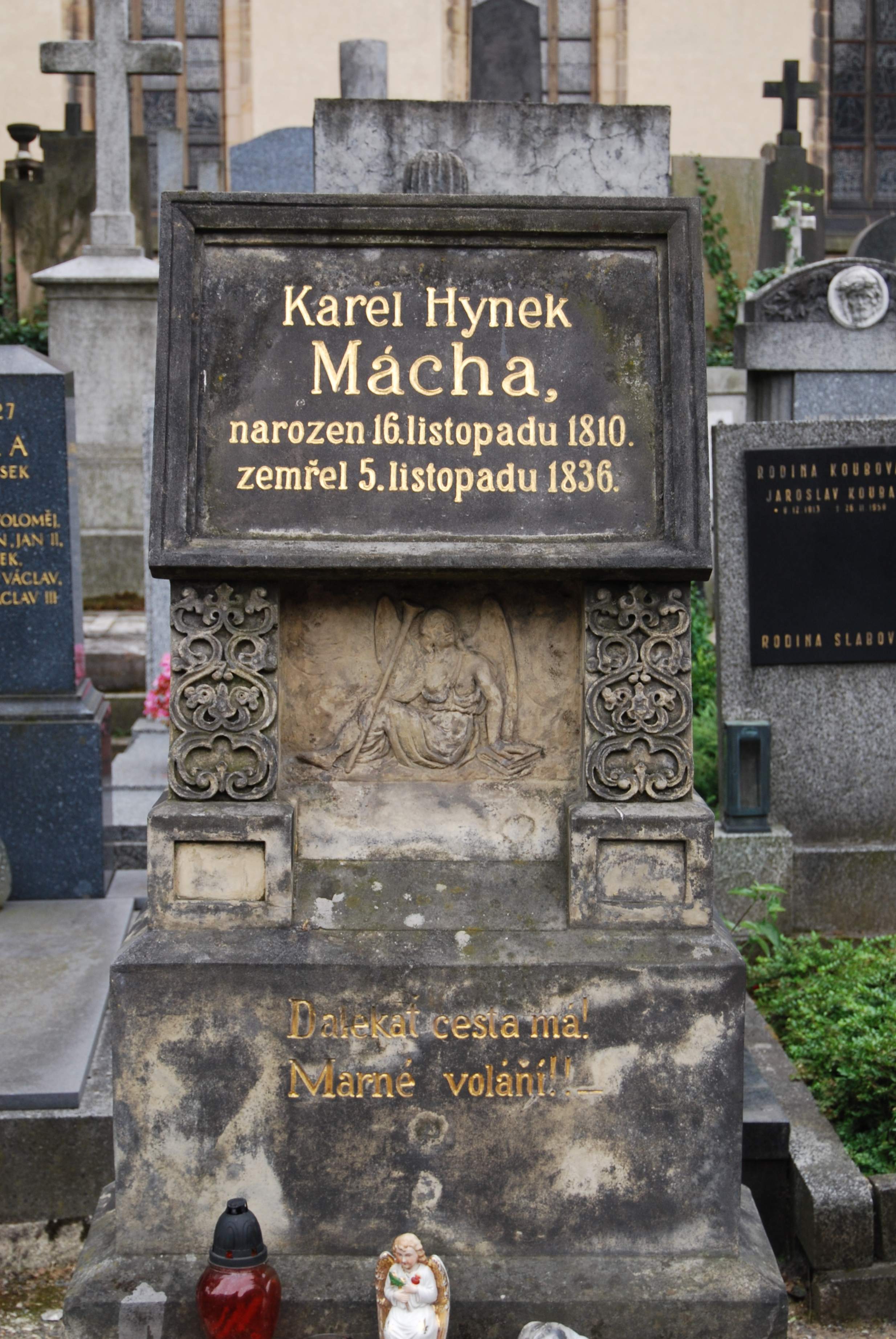
Grab auf dem Vyšehrader Friedhof in Prag

Karel Hynek Mácha (* 16. November 1810 in Prag, Kaisertum Österreich; † 6. November 1836 in Leitmeritz) war ein tschechischer Dichter der Romantik.

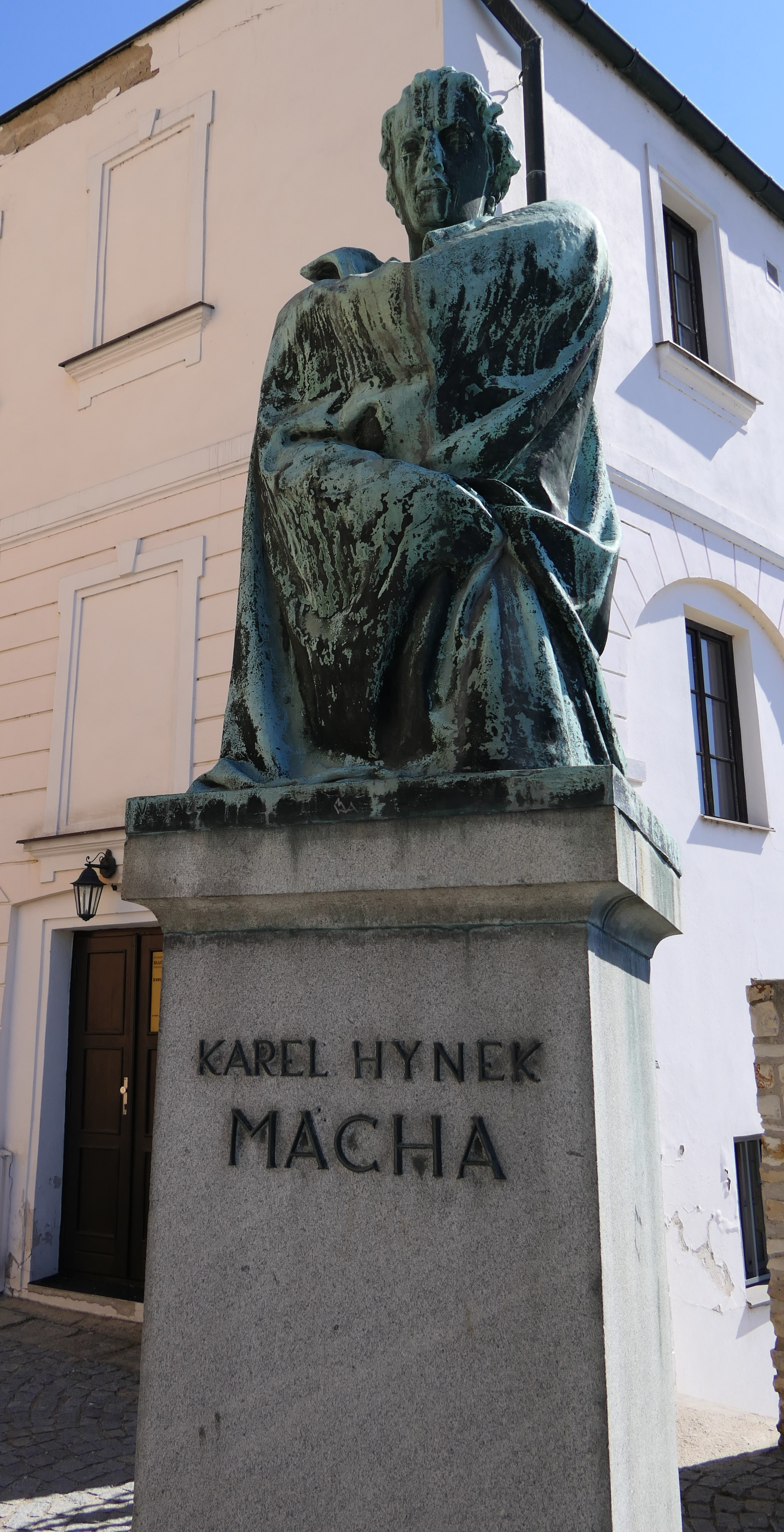
Denkmal für Karel Hynek Mácha in Litoměřice

## Leben
Karel Hynek Mácha wurde 1810 als Sohn eines Müllers als Ignác Mácha in Prag geboren. An der Karls-Universität studierte er Rechtswissenschaften, spielte zugleich jedoch Theater in einer Gruppe um den Schauspieler, Theaterregisseur und Autor Josef Kajetán Tyl (1808–1856). Dort lernte Mácha die Buchhändlerstochter Eleonora Šomková (Lori) kennen, mit der er einen nichtehelichen Sohn Ludvík zeugte.
Bereits während seines Studiums unternahm Mácha zahlreiche Wanderungen nach Nordböhmen, ins Riesengebirge und auch nach Venedig. Aus dieser Zeit stammt auch sein dichterisches Werk, das zu Lebzeiten allerdings keine große Anhängerschaft fand. Die Erstausgabe von Máchas Hauptwerk Máj erschien im April 1836 im Eigenverlag und wurde von der Kritik zunächst ablehnend aufgenommen. Erst seit der zweiten Hälfte des 19. Jahrhunderts galt Mácha als wichtigster und hoch verehrter Vertreter der tschechischen Romantik. Mácha führte ein Register über seine zahlreichen Besuche auf böhmischen Burgruinen, die er dabei auch zeichnete.
Im Herbst 1836 trat Mácha ein Praktikum in einer Rechtsanwaltskanzlei in Leitmeritz an. Nur wenige Wochen später starb er kurz vor seinem 26. Geburtstag und drei Tage vor der geplanten Hochzeit mit Lori – wahrscheinlich an den Folgen einer Infektion vom Wasser, die er sich bei den Löscharbeiten bei einem großen Brand zugezogen haben dürfte. Er wurde am 8. November 1836 in Litoměřice bestattet. Im Herbst 1938 wurden seine sterblichen Überreste aus Litoměřice – das nach dem Münchner Abkommen als Teil des Sudetenlands an das Deutsche Reich abgetreten wurde – nach Prag überführt, wo sie am 7. Mai 1939 in ein Ehrengrab auf dem Prager Vyšehrad-Friedhof umgebettet wurden.

## Würdigung
- Ihm zu Ehren wurde der im Kummergebirge bei Doksy (Hirschberg) gelegene Große Teich in Máchovo jezero (Máchas See) umbenannt, auch die umliegende Gegend wird Máchas Gegend (Máchův kraj) genannt.
- Zum Andenken an den Romantikdichter hat das Regionalmuseum Litoměřice eine Karel-Hynek-Mácha-Gedenkstätte im Haus Na Vikárce (Máchova 177/5, Máchas Wohn- und Sterbehaus) als Teil der Dauerausstellung eingerichtet.[4]

## Werk
- Gedichte Versuche des Ignaz Macha (auf Deutsch), 1829
- Erzählungen Bilder aus meinem Leben (Obrazy ze života mého; enthält Abend am Bösig (Večer na Bezdězu), Marinka), 1834
- Romanteil Křivoklad, 1834
- Tagebuch auf der Reise nach Italien (Deník na cestě do Itálie), 1834
- Roman Die Zigeuner (Cikáni), 1835
- Erzählung Reise ins Riesengebirge (Pouť krkonošská)
- Tagebuch aus dem Jahr 1835 (Deník z roku 1835)
- großes Gedicht Mai (Máj), 1836